# Herivelto Martins
Herivelto de Oliveira Martins (Engenheiro Paulo de Frontin, 30 gennaio 1912 – Rio de Janeiro, 16 settembre 1992) è stato un compositore, musicista e cantante brasiliano.

## Biografia
Divenne noto soprattutto come autore di canzoni popolari brasiliane, specie del genere samba.
Tra i brani più famosi da lui composti, figurano: Da cor do meu violão,  Ave Maria no Morro, Praça onze, Que rei sou eu?, Acorda, escola de samba, Duas lágrimas.
Fu inoltre tra i componenti del gruppo musicale Trio de Ouro, gruppo fondato nel 1936 e che comprendeva anche Nilo Chagas e Dalva de Oliveira, divenuta anche sua partner nella vita.
In un tempo in cui il samba era praticamente sconosciuto, Martins creò diverse canzoni per la scuola Estação Primeira de Mangueira. Nel 1986 fu celebrato dalla scuola di samba Unidos da Ponte, col brano Tá na hora do samba.

## Vita privata
All'inizio degli anni '30, Martins conobbe Maria Aparecida Pereira de Mello, la sua prima moglie, con la quale ebbe i figli Hélcio e Hélio. Il matrimonio terminò con la separazione.
Incontrò per la prima volta Dalva de Oliveira nel 1937; da questa unione, celebrata con rito umbanda (il divorzio non era ancora stato legalizzato in Brasile), nacquero Pery (musicista anche lui) e Ubiratan.
Nel 1946, Herivelto prese a frequentare l'hostess Lourdes Nura Torelly, già madre di un figlio maschio nato da un precedente matrimonio. Si sposarono ufficialmente solo nel 1978 ed ebbero tre figli: Fernando José, Yaçanã e Herivelto Filho. Questa unione durò fino alla morte di Lourdes nel 1990.

## Omaggi
- La sua vicenda artistica e umana è stata raccontata nella miniserie Dalva e Herivelto: Uma Canção de Amor.